# NetBSD
NetBSD är ett operativsystem baserat på Berkeleys mjukvarudistribution (BSD) och är öppen källkod med inriktning mot portabilitet, som innebär att NetBSD kan användas på datorsystem konstruerade på olika sätt (datorarkitekturer). Projektet startades i början på 1990-talet när föregångaren, 386BSD, avknoppades och så småningom utmynnade i de tre stora varianterna av BSD: NetBSD, FreeBSD och OpenBSD.

## Plattformar
acorn32, Alpha, Atari, cats, cobalt, Dreamcast, evbarm, hp300, hp700, hpcmips, i386, ia64, mac68k, macppc, mipsco, mvme68k, mvmeppc, news68k, next68k, pc532, Playstation2, pmax, sgimips, sh3, shark, sparc, sparc64, sun2, sun3, vax, zaurus